# Nightmare of You
Nightmare of You (с англ. — «Твой ночной кошмар», произносится как «Найтмэйр оф ю») — американский музыкальный коллектив, исполняющий песни в жанре инди-рок.

## История
Был основан в 2004 году в Лонг-Айленде бывшим гитаристом группы The Movielife Брендоном Рейлли. В 2005 годы выпустил первый альбом — «Nightmare of You». Альбом включал в себя синглы «My Name Is Trouble», «The Days Go by Oh So Slow» и «I Want to Be Buried in Your Backyard». Песня этого альбома «Dear Scene, I Wish I Were Deaf» была включена в саундтрек компьютерной игры FIFA 07.
В 2006 году «Nightmare of You» стали победителями конкурса «Yahoo!'s Who’s Next?».
В 2007 году коллектив выпустил мини-альбом «Bang», а год спустя отправился в тур по США.
4 августа 2009 года был выпущен альбом «Infomaniac», в поддержку которого группа отправилась в тур по США и Великобритании. На одном из британских концертов Брендон Рейлли объявил, что группа уходит в бессрочный отпуск, а он сам уезжает жить в Италию.
В 2011 году на своей странице в Facebook Брендон Рейлли написал, что группа возобновляет деятельность и уже готовы несколько новых демо-версий песен, однако неизвестно, кто, помимо его друга Джозефа МакКеффри, войдёт в новый состав музыкального коллектива. 10 мая 2012 года «Nightmare of You» выложили новую песню, «Out Of My Mind», на своём сайте. В июле была выложена песня «Give Us A Kiss».

## Состав
- Брендон Рейлли — вокал, гитара (с 2004)
- Джозеф МакКеффри — гитара, бас-гитара (с 2004)
- Майкл Флейчменн — ударные (с 2008)

### Бывшие участники
- Фил Наветта — бас-гитара (2004)
- Самюэль Сиглер — ударные (2004—2008)
- Райан Хейл — бас-гитара (2005—2008)
- Брендон Мейер — бас-гитара (2009)

## Дискография

### Студийные альбомы
- Nightmare of You (2005)
- Infomaniac (2009)

### Мини-альбомы
- Bang! (2007)
- Nightmare of You Double Disc Vinyl (2008)
- B-Sides and Demos [2004-2008] (2012)

### Синглы
- My Name Is Trouble (2006)
- I Want to Be Buried in Your Backyard (2006)
- The Days Go by Oh So Slow (2006)
- I Think I’m Getting Older (2009)
- Out of My Mind (2012)
- Give Us A Kiss (2012)